# ماسیمو سارکیه‌لی
ماسیمو سارکیه‌لی (ایتالیایی: Massimo Sarchielli؛ ‏ ۹ آوریل ۱۹۳۱–۱۲ مه ۲۰۱۰) بازیگر و هنرمند پانتومیم اهل ایتالیا بود.

## گزیدهٔ نقش‌آفرینی‌ها

### سینما
- جولیتای ارواح
- ده‌هزار دلار برای یک قتل‌عام
- سپاسگزارم، خاله
- دنباله‌رو
- ۱۸۷۰
- قتل‌عام در رم
- آخرین روزهای موسولینی
- وای خدا
- شب سن لورنزو
- به زور مال من
- لیدی‌هاک
- پادشاه داوود
- گرگ و بره
- سازمان مخفی آسیزی
- تعطیلات اروپایی نشنال لمپون
- سالومه
- شیفته جولیا
- سیسیلی‌ها
- سیلاب بهاری
- شبح اپرا
- دفاع لوژین
- بی‌خوابی
- شوالیه‌های سفر تجسسی
- زیر آفتاب توسکانی
- مردم رم
- مادر اشک‌ها
- خون وحشی
- معجزه در سنت آنا

### تلویزیون
- فراری
- پدر ماتئو
- جنایت‌های غیرحرفه‌ای
- آگوستوس
- جایی در آفتاب
- فصلی از زندگی بزرگان